# معركة الرقة (2013)
معركة الرقة كانت معركة للسيطرة على مدينة الرقة في شمال سوريا بين قوات المعارضة السورية والجيش السوري خلال الحرب الأهلية السورية. وكانت المعارضة قد شنت الهجوم مطلع شهر مارس 2013 وأعلنوا عن اقترابهم من السيطرة على المدينة في 5 مارس 2013 لتصبح أول عاصمة محافظة تسقط بيد المعارضة منذ بدء الحرب الأهلية. وقادت جبهة النصرة قوات المعارضة في المعركة.

## الخلفية
لم تكن الرقة معقلاً للمعارضة في البداية. شهدت المدينة احتجاجات صغيرة عدة في بداية الانتفاضة ولكنها انحسرت بعد فترة وجيزة. وبقيت المظاهر المناهضة لحكم الأسد سلمية حتى نهاية عام 2012. وعلاوة على ذلك، فإن التحالفات القبلية السابقة المؤيدة للحكومة ووجود أكثر من مليون سوري مشرد، معظمهم من إدلب، دير الزور، وحلب، قد أسهم في تعزيز رأي الحكومة السورية بأن الرقة آمنة نسبيا. وبسبب هذا الرأي، قام الرئيس بشار الأسد بزيارة المدينة للصلاة في أحد مساجدها لعيد الأضحى في نوفمبر 2011.
بدأت جماعات المعارضة المسلحة تنتشر عبر شرق سوريا، مما أدى إلى ارتكاب الحكومة وقوات المعارضة للعنف. وقتل العشرات من الناس في منطقة القحطانية خارج المدينة في حوادث. كما وصل القصف إلى محطة بنزين في بلدة تل أبيض.
بحلول مطلع عام 2013، كانت المعارضة قد ضمنت معظم شمال سوريا، لكن لحد الآن لم تسيطر على مدينة كبرى. خططت المعارضة هجوما للسيطرة على الرقة حيث كانت القوات الحكومية مسيطرة، مما يعطي سيطرة للمعارضة عمليا على جزء أكبر بكثير شمال سوريا.